# Proteroctopus ribeti
Il proteroctopus (Proteroctopus ribeti) è un mollusco estinto, appartenente ai cefalopodi e probabilmente imparentato con i polpi (Octopoda). Visse nel Giurassico medio (circa 165 milioni di anni fa) e i suoi resti fossili sono stati ritrovati in Francia, nel ben noto lagerstätte di La Voulte-sur-Rhône. 

## Significato dei fossili
Descritto nel 1982, l'unico fossile di Proteroctopus è molto importante perché ha consentito di retrodatare di molti milioni di anni l'apparizione dei polpi nella documentazione paleontologica. L'aspetto di questo animale doveva essere già molto simile a quello delle forme attuali. La descrizione ad opera di Bernard Riou ha permesso inoltre di trarre fondamentali conclusioni riguardo all'evoluzione dei polpi e alla loro effettiva parentela con i calamari: come questi ultimi, infatti, Proteroctopus possedeva le pinne natatorie. Questi fossili sono eccezionalmente rari, dal momento che i polpi e i calamari sono composti esclusivamente da parti molli.
In seguito, nel 2000, è stato descritto un altro animale, denominato Pohlsepia mazonensis, risalente al Carbonifero superiore (circa 300 milioni di anni fa) e probabilmente imparentato con i polpi.

## Habitat
È probabile che Proteroctopus, al contrario di molte forme attuali, fosse un animale che nuotava attivamente in mare aperto (necto-epipelagico). Nel giacimento a conservazione eccezionale di Voulte-sur-Rhône sono stati ritrovati altri molluschi cefalopodi a corpo molle, come Vampyronassa e Rhomboteuthis.